# موروچاتا
موروچاتا (به اسپانیایی: Morochata) یک منطقهٔ مسکونی در بولیوی است که در شهرداری موروچاتا واقع شده‌است. موروچاتا ۵۰۴ نفر جمعیت دارد.